# Douglas (chameau)
Pour les articles homonymes, voir Douglas.
 (février 2024).
Si vous disposez d'ouvrages ou d'articles de référence ou si vous connaissez des sites web de qualité traitant du thème abordé ici, merci de compléter l'article en donnant les références utiles à sa vérifiabilité et en les liant à la section « Notes et références ».
Douglas, surnommé Douglas The Camel (« Douglas le chameau ») ou Old Douglas (« Le Vieux Douglas »), est un chameau domestiqué utilisé par la compagnie A du 43rd Mississippi Infantry (en), régiment qui fait partie de l'armée confédérée pendant la guerre de Sécession.

## Historique

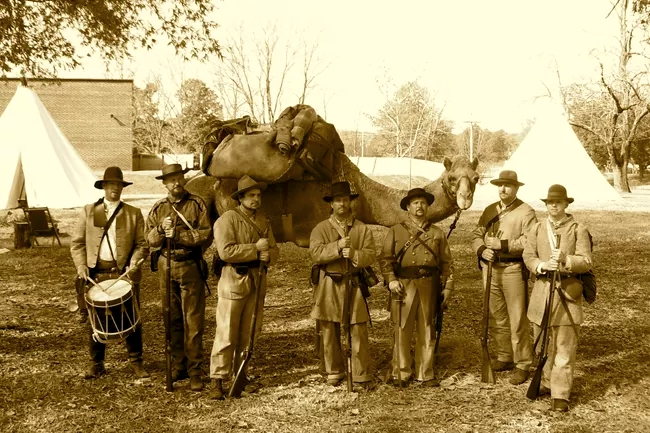
Old Douglas et des membres du 43rd Mississippi Infantry.

Il est utilisé avant le déclenchement de la guerre dans le cadre d'un essai du Département de la Guerre des États-Unis (United States Camel Corps) pour remplacer les chevaux et les mules qui mouraient de déshydratation en grand nombre. Jefferson Davis, qui accède au poste de secrétaire à la Guerre des États-Unis en 1853, est un ardent défenseur du programme et utilise son influence politique pour que l'expérience se réalise.
En raison de cette mascotte, qui sert pour le transport, le 43rd Mississippi Infantry est surnommé le « Camel Regiment ».
Il est abattu par un tireur de l'armée de l'Union lors du siège de Vicksburg le 27 juin 1863. L'armée de l'Union a répondu à la mort du chameau, selon la légende, en le mangeant, car la nourriture était rare, et en fabriquant des souvenirs de guerre avec ses os. Les confédérés ont répondu en mettant un point d'honneur à blesser gravement le tireur d'élite qui avait tué leur chameau bien-aimé. Sa pierre tombale, cependant, déclare qu'il a été mangé par son propre régiment confédéré qui souffrait sous le siège de Vicksburg.
Il est enterré au cimetière de Cedar Hill à Vicksburg.